# Pachyphyllum micrangis
Pachyphyllum micrangis är en orkidéart som beskrevs av Rudolf Schlechter. Pachyphyllum micrangis ingår i släktet Pachyphyllum och familjen orkidéer. Inga underarter finns listade i Catalogue of Life.